# 实证主义历法
实证主义日历是奥古斯特·孔德（1798–1857）于1849年提出的一项历法改革，每个月28天，每个月四周，因此每个月的第一天总是周一。第13个月是纪念死者的节日，共计365天。另外设立闰年，补足缺少的天数，作为纪念女性的纪念日。“大危机”（即法国大革命）的第一年相当于标准儒略历公历系统中的1789年。
就像孔德的其他模式一样，实证主义日历从未得到广泛使用。

## 月份
月份以西欧历史上科学、宗教、哲学、工业和文学领域的伟大人物的名字命名。一年中的每一天不再如儒略历那样以天主教圣人命名，也不像法國共和曆以法兰西岛农业命名，而是以各个领域的伟大历史人物命名。实证主义日历总共包含了558位各个时期的伟人的名字，根据他们的活动领域进行了分类。 历史上的恶棍也被纪念，以便“永久处决”。 孔德认为，尤其是拿破仑，特别值得这样的命运。
月份命名为：
1. 摩西
2. 荷马
3. 亚里士多德
4. 阿基米德
5. 凯撒
6. 圣保罗
7. 查理曼
8. 但丁
9. 古登堡
10. 莎士比亚
11. 笛卡尔
12. 腓特烈大帝
13. 比沙（英语：Xavier Bichat）